# Ludwig Strauss (musiker)
Ludwig Strauss, född den 28 mars 1835 i Pressburg, död den 23 oktober 1899 i Cambridge, var en ungersk violinist. 
Strauss erhöll efter åtskilliga längre konsertturnéer anställning som konsertmästare i Frankfurt a. M. men bosatte sig 1864 i London, där han företrädesvis gjorde sig känd som deltagare i kammarmusikkvartetterna.